# Santo en el tesoro de Drácula
Santo en el tesoro de Drácula (o El vampiro y el sexo en la seva versió sense censura) és una pel·lícula mexicana de 1968 protagonitzada per El Santo i dirigida per René Cardona. El vampiro y el sexo va ser rodada com la versió per adults de Santo en el tesoro de Drácula. Mentre que la versió familiar (censurada) va ser distribuïda en 1968 la versió sense censura no va ser mostrada al públic sinó fins a l'any 2011 després d'haver estat descoberta.

## Argument
En totes dues versions El Santo i Luisa (Noelia Noel) s'enfronten a un vampir (Aldo Monti) i el seu seguici de vampiresses.

## Producció
En l'època en què es va produir la pel·lícula era comuna rodar una versió familiar (en aquest cas Santo en el tesoro de Drácula) i una versió per a adults que era distribuïda principalment en Europa (El vampiro y el sexo). De fet, és possible que existeixin unes sis pel·lícules d'aquest tipus protagonitzades per El Santo.
A pesar que en aquella època fos considerada una pel·lícula per a adults, actualment El vampiro y el sexo està lluny de ser una pel·lícula pornogràfica perquè només inclou algunes escenes amb nus integrals, parcials i transparències de les vampiresses i de Luisa.
En aquestes escenes les actrius nues no apareixen prop del Santo, i l'únic comportament «sexual» és una escena eròtica en la qual el vampir frega la seva mà i el seu rostre contra els pits de la dona que pretén sigui la seva vampiressa. Malgrat això, es creu que El Santo va fer un pacte amb el director René Cardona perquè aquesta obra no sortís a la llum, i només fos distribuïda Santo en el tesoro de Drácula.

## Descobriment i controvèrsia

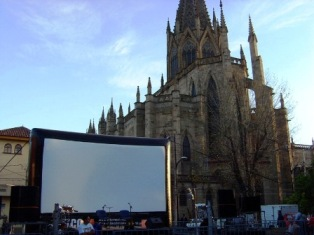
El Festival Internacional de Cinema de Guadalajara va finançar la restauració de la versió sense censura.

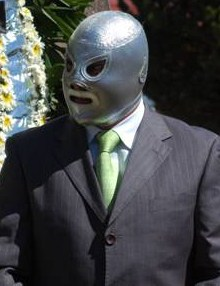
El Hijo del Santo es va oposar a la projecció de El vampiro y el sexo.

Dècades després del seu rodatge, tres còpies originals de El vampiro y el sexo van ser trobades en una volta de Cinematogràfica Calderón, la casa productora. A partir d'aquestes es va restaurar l'obra acolorint els quadres, que havien pres una tonalitat magenta.
Aquest procés va ser finançat pel Festival Internacional de Cinema de Guadalajara, que planejava mostrar la pel·lícula al públic per primera vegada en la seva edició 26, al març de 2011, dins de la mostra de cinema de vampirs seleccionada per Guillermo del Toro. No obstant això, l'estrena va ser cancel·lada per conflictes de drets d'autor entre la família del productor i El Hijo del Santo, qui a més volia evitar que la pel·lícula danyés la imatge de el seu pare.
Finalment, Cinematogràfica Calderón va resoldre que no hi havia raons per a témer una demanda en contra seva, i l'obra va ser estrenada el 15 de juliol de 2011 al Teatro Diana de Guadalajara, i projectada novament al següent mes al Festival Internacional de Cinema d'Horror de la Ciutat de Mèxic.